# Heimenhausen
Heimenhausen est une commune suisse du canton de Berne, située dans l'arrondissement administratif de Haute-Argovie.
Le 1er janvier 2009, les communes de Röthenbach bei Herzogenbuchsee et de Wanzwil ont fusionné avec la commune d'Heimenhausen.

## Histoire
Sous l'Ancien régime, la commune fait partie de la juridiction de Herzogenbuchsee dans le bailliage de Wangen.